# Aaron Taylor-Johnson
Aaron Perry Taylor-Johnson, mais conhecido como Aaron Taylor-Johnson ou apenas Aaron Johnson (High Wycombe, 13 de junho de 1990), é um ator britânico. É conhecido por interpretar John Lennon no filme O Garoto de Liverpool, por interpretar o nerd-herói Dave Lizewski/Kick-Ass em Kick-Ass e Pietro Maximoff / Mercúrio em Avengers: Age of Ultron (2015) e Captain America: The Winter Soldier (2014).

## Carreira

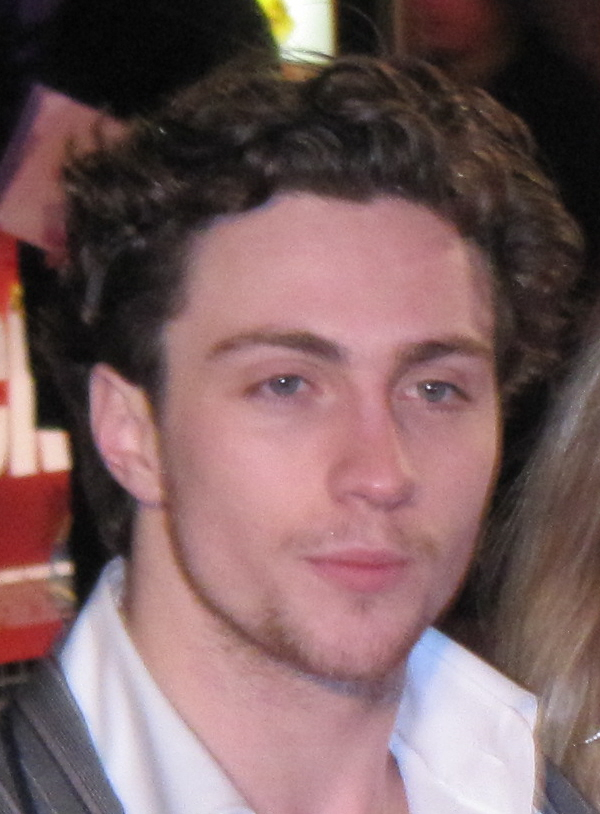
Johnson na estreia de Kick-Ass, em 2010.

A carreira de Johnson começou aos 9 anos de idade, quando ele atuou no filme Macbeth (1999) e também na peça All My Sons (2000) de Arthur Miller. Além das peças de teatro, ele também atuou na TV, antes de chegar as telas de cinema. Em 2004, ele atuou numa adaptação do canal de TV BBC do livro Feather Boy em 2004, participou da série Talk to Me, e da também série Nearly Famous.
Em 2003, Johnson interpretou Charlie Chaplin quando jovem no filme Bater ou Correr em Londres. Em 2006 atuou em O Ilusionista, durante as cenas de flashback no início do filme, como Eduard Abramovicz (personagem de Edward Norton) quando jovem. Mais tarde, Johnson atuou na comédia romântica teen Gatos, Fios Dentais e Amassos, em Armadillo, e em O Senhor dos Ladrões.
Em 2009, ele interpretou o famoso cantor John Lennon no filme biográfico que o fez ganhar mais destaque, O Garoto de Liverpool, dirigido por Sam Taylor-Wood (com quem começou a namorar no mesmo ano). Por seu papel como o vocalista da banda Os Beatles, Johnson foi a indicado ao British Independent Film Awards como Melhor Ator, ao ALFS Awards como Melhor Performance Britânica Jovem e ao Empire Awards como Melhor Estreia, tendo vencido este último.
Em dezembro de 2010, Johnson se juntou ao elenco de Albert Nobbs, substituindo o ator Orlando Bloom, que saiu do filme devido a gravidez de sua mulher. O filme foi lançado em 2011.

## Vida pessoal

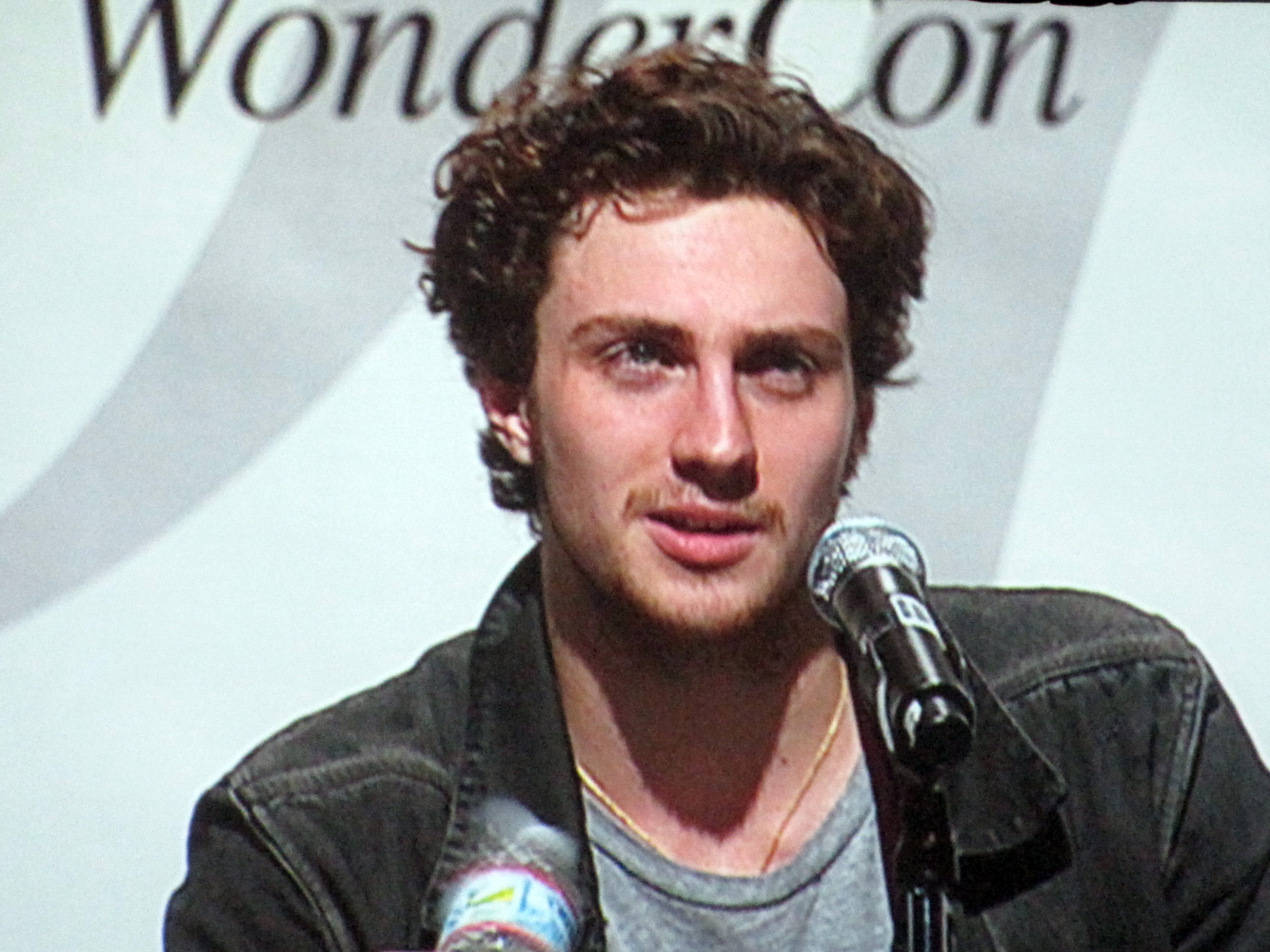
Johnson no evento WonderCon, em 2010.

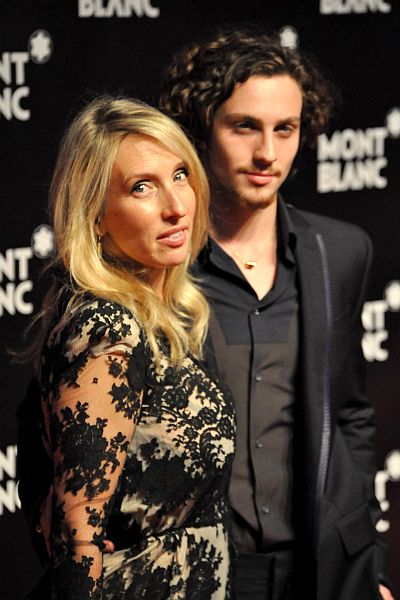
Johnson com sua esposa, a diretora Sam Taylor-Wood.

Em 2009 começou a namorar com a diretora inglesa Sam Taylor-Wood, que conheceu nas filmagens do filme "O Garoto de Liverpool". A primeira filha do casal, Wylda Rae, nasceu no dia dia 7 de julho de 2010. Já a segunda, Romy Hero, no dia 18 de janeiro de 2012.
Eles se casaram em Babington House, Somerset, na Inglaterra, no dia 21 de junho de 2012. Os dois posteriormente mudaram seus sobrenomes para Taylor-Johnson. Além das duas filhas, Aaron também é padrasto de duas filhas do casamento anterior da sua esposa.
Foi nomeado pela revista GQ como um dos 50 homens britânicos mais bem-vestidos em 2015.

## Filmografia

### Cinema
| Ano  | Título                              | Papel                                | Notas                 |
| ---- | ----------------------------------- | ------------------------------------ | --------------------- |
| 2003 | Shanghai Knights                    | Charlie Chaplin                      |                       |
| 2006 | The Thief Lord                      | Prosper                              |                       |
| 2006 | The Illusionist                     | Edward Eisenheim (jovem)             |                       |
| 2008 | Angus, Thongs and Perfect Snogging  | Robbie                               |                       |
| 2009 | Nowhere Boy                         | John Lennon                          |                       |
| 2009 | The Greatest                        | Bennett Brewer                       |                       |
| 2010 | Kick-Ass                            | Dave Lizewski / Kick-Ass             |                       |
| 2010 | Chatroom                            | William                              |                       |
| 2011 | Albert Nobbs                        | Joe                                  |                       |
| 2012 | Savages                             | Ben                                  |                       |
| 2012 | Anna Karenina                       | Conde Vronsky                        |                       |
| 2013 | Kick-Ass 2                          | Dave Lizewski / Kick-Ass             |                       |
| 2014 | Godzilla                            | Tenente Ford Brody                   |                       |
| 2014 | Captain America: The Winter Soldier | Pietro Maximoff / Mercúrio           | Participação especial |
| 2015 | Avengers: Age of Ultron             | Pietro Maximoff / Mercúrio           |                       |
| 2016 | Nocturnal Animals                   | Ray Marcus                           |                       |
| 2017 | The Wall                            | Doug Liman                           |                       |
| 2018 | Outlaw King                         | James Douglas                        |                       |
| 2018 | A Million Little Pieces             | James Frey                           |                       |
| 2020 | Tenet                               | Ives                                 |                       |
| 2021 | The King's Man                      | Lee Unwin                            |                       |
| 2022 | Bullet Train                        | Tangerine                            |                       |
| 2024 | The Fall Guy                        | Tom Ryder                            |                       |
| 2024 | Nosferatu                           | Friedrich Harding                    |                       |
| 2024 | Kraven the Hunter                   | Sergei Kravinoff / Kraven, O Caçador |                       |
| 2025 | 28 Years Later                      | Jamie                                | Pós-produção          |
| 2026 | 28 Years Later: The Bone Temple     | Jamie                                | Filmando              |
| TBA  | Fuze                                | TBA                                  | Pós-produção          |

### Televisão
| Ano  | Título               | Papel               | Notas       |
| ---- | -------------------- | ------------------- | ----------- |
| 2001 | Armadillo            | Jovem Lorimer negro | 1 episódio  |
| 2003 | The Bill             | Zac Clough          | 1 episódio  |
| 2004 | Family Business      | Paul Sullivan       | 1 episódio  |
| 2004 | Feather Boy          | Niker               | 3 episódios |
| 2006 | I Shouldn't Be Alive | Mark                | 4 episódios |
| 2006 | Casualty             | Joey Byrne          | 1 episódio  |
| 2007 | Talk to Me           | Aaron               | 4 episódios |
| 2007 | Coming Up            | Eoin                | 1 episódio  |
| 2007 | Nearly Famous        | Owen Stephens       | 6 episódios |

## Prêmios e indicações
| Ano  | Resultado | Premiação                       | Categoria                          | Título           |
| ---- | --------- | ------------------------------- | ---------------------------------- | ---------------- |
| 2009 | Indicado  | British Independent Film Awards | Melhor Ator                        | Nowhere Boy      |
| 2010 | Indicado  | ALFS Awards                     | Performance Britânica Jovem do Ano | Nowhere Boy      |
| 2010 | Venceu    |                                 | Melhor Estreia                     | Nowhere Boy      |
| 2016 | Venceu    | Golden Globe Awards             | Melhor Ator Coadjuvante            | Animais Noturnos |